# Église Saint-Bruno d'Issy-les-Moulineaux
L'église Saint-Bruno est un lieu de culte catholique de la commune d'Issy-les-Moulineaux. Elle est située rue de l'Égalité, dans le quartier des Épinettes.

## Histoire
Cette église est la 89e œuvre des Chantiers du Cardinal. Elle a été dédiée à saint Bruno en souvenir de la présence de l'Ordre des Chartreux à Issy-les-Moulineaux. Son architecte en est Paul Rouvière.

## Description
Cette église est ornée de vitraux au plomb réalisés par Carlo Roccella en 2007.

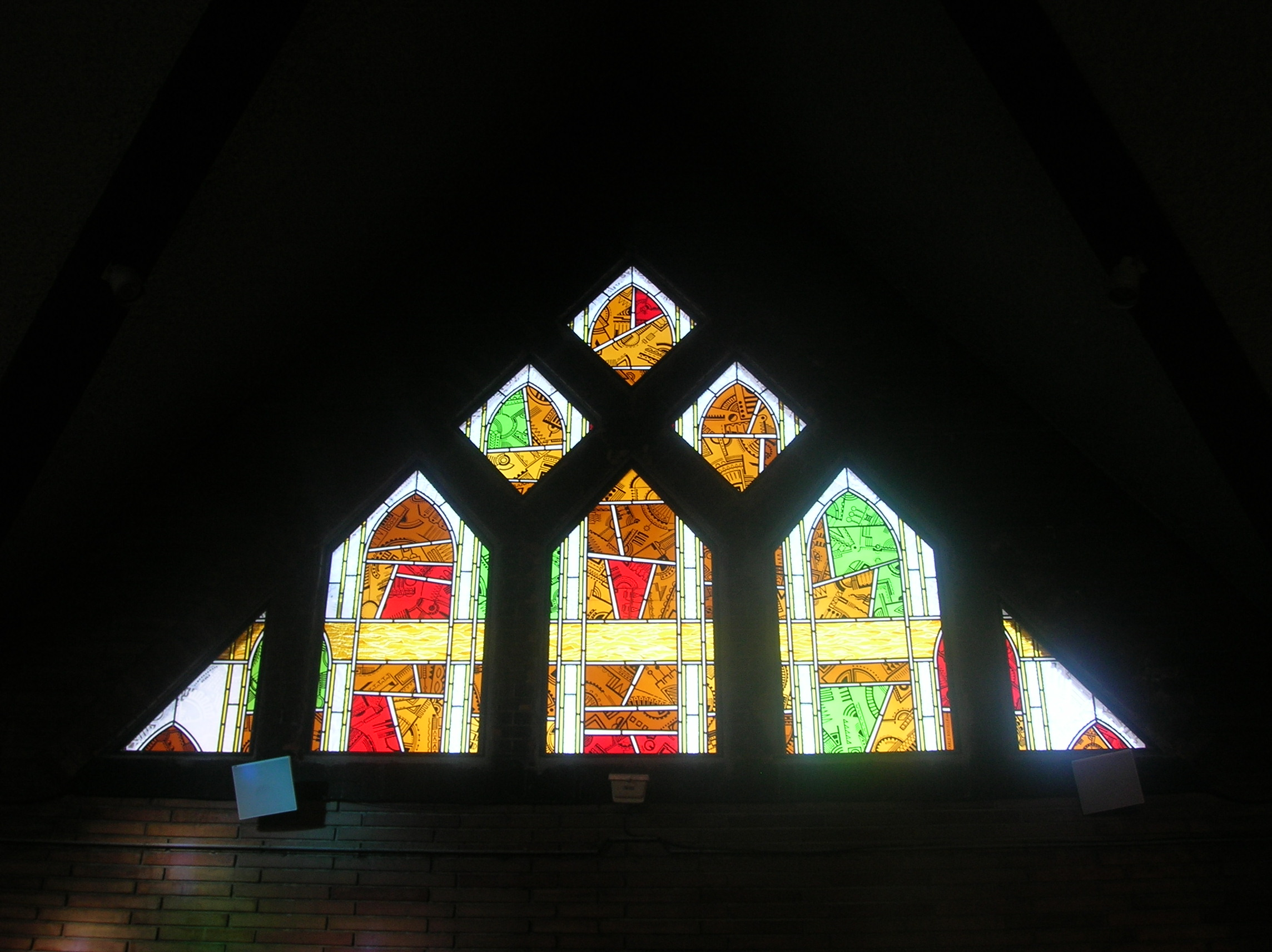
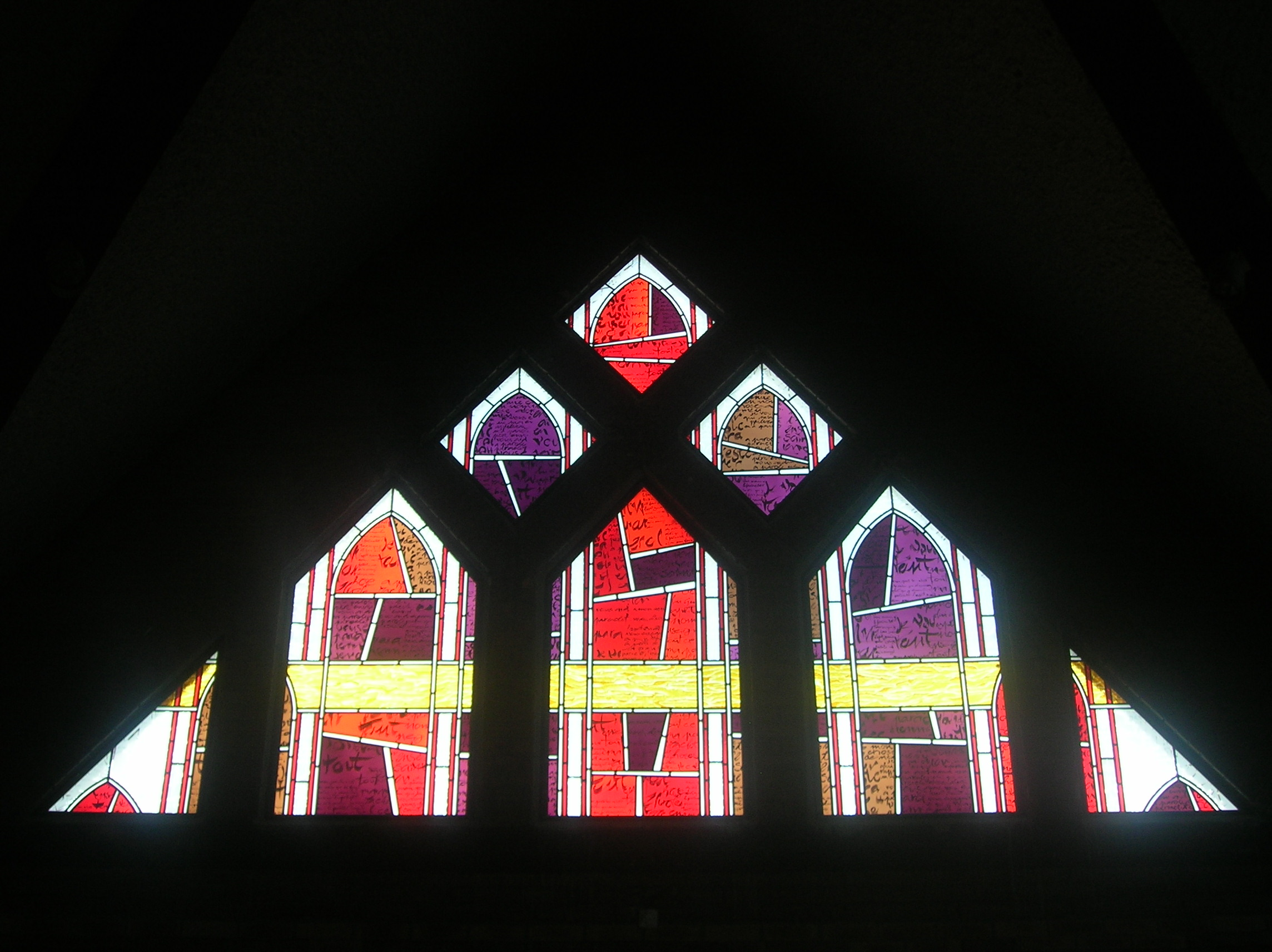
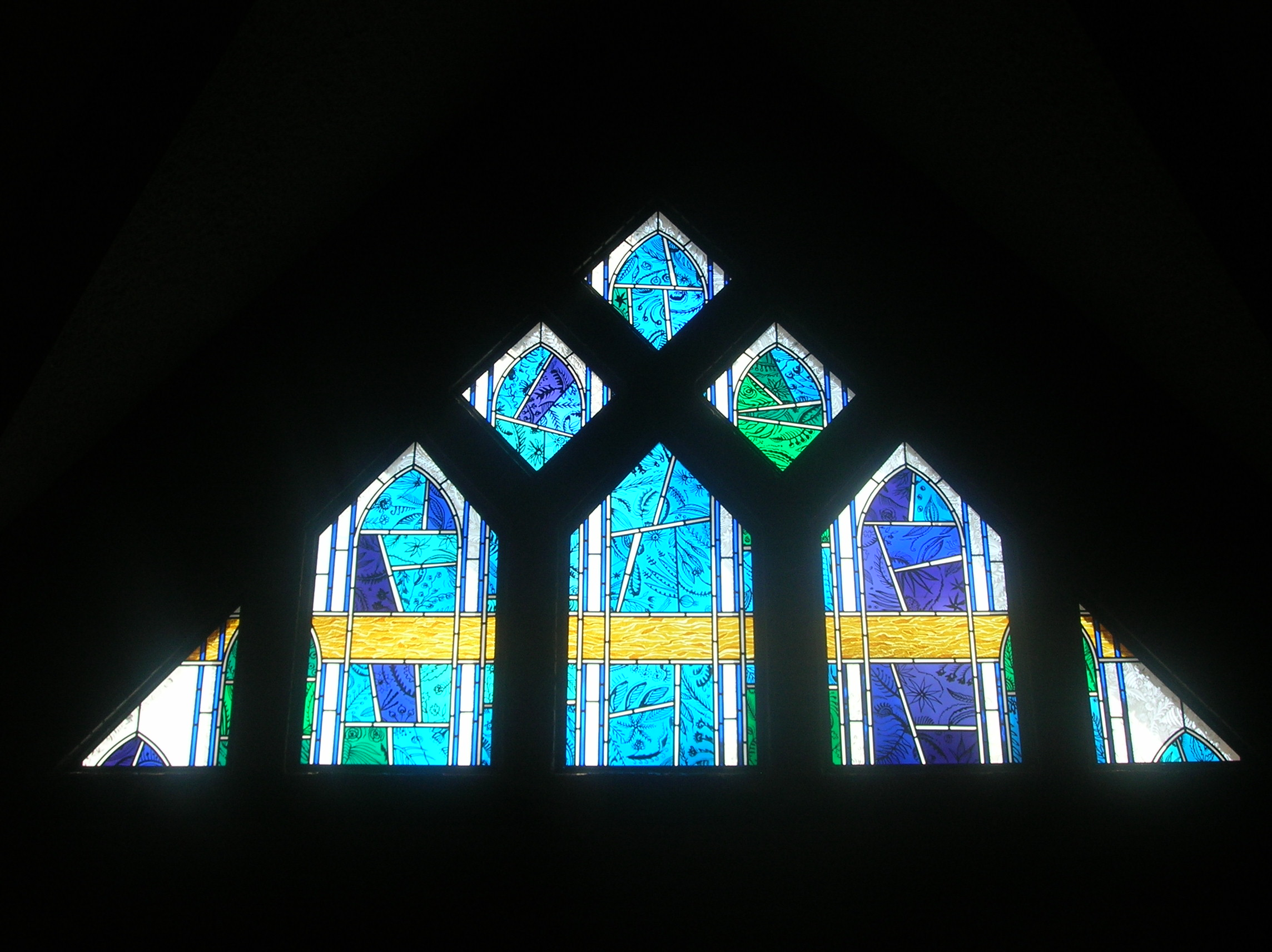